# Карсавіна Тамара Платонівна

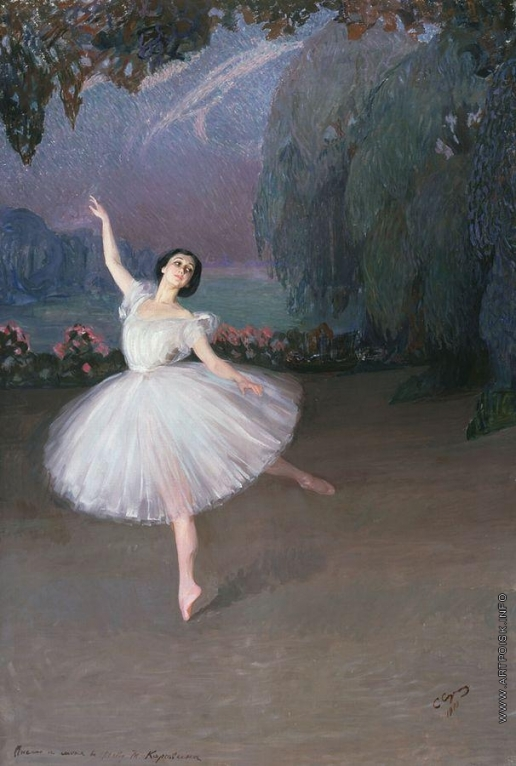
Тамара Карсавіна в балеті «Сильфіди», Савелій Сорін, 1910

Тама́ра Плато́нівна Карса́віна (рос. Тама́ра Плато́новна Карса́вина, 9 березня 1885, Санкт-Петербург, Російська імперія — 26 травня 1978, Лондон, Велика Британія) — російська і британська прима-балерина і балетний педагог. Виконувала соло в Маріїнському театрі, входила до складу Російського балету Сергія Дягілєва і часто танцювала в парі з Вацлавом Ніжинським. Після революції емігрувала до Великій Британії, де працювала балетним педагогом; виховала кілька світових балетних зірок. Сестра історика і філософа Л. П. Карсавіна.

## Біографія
Балерина народилася 25 лютого (9 березня) 1885 в Санкт-Петербурзі в родині танцівника імператорської трупи Платона Карсавіна і його дружини Анни Йосипівни, уродженої Хомяковою, внучатої племінниці відомого слов'янофіла О. С. Хомякова. Брат — Лев Карсавін, російський філософ.
У 1902 році закінчила Імператорська театральне училище, де опановувала основи балетної майстерності у педагогів Павла Гердта, Олександра Горського і Енріко Чекетті, потім увійшла до складу трупи Маріїнського театру. Карсавіна швидко досягла статусу прими-балерини та виконувала провідні партії в балетах класичного репертуару — «Жізель», «Спляча красуня», «Лускунчик», «Лебедине озеро» та ін. З 1909 року на запрошення Сергія Дягілєва Карсавіна почала виступати в організованих ним гастролях артистів балету Росії в Європі, а потім в Російському балеті Дягілєва. Найбільш помітними роботами балерини в період співпраці з Дягілєвим були провідні партії в балетах «Жар-птиця», «Привид Троянди», «Карнавал», «Петрушка» (постановка Михайла Фокіна), «Треуголка», «Жіночі примхи» (постановка Леоніда Мясіна) та ін.
Виконувала роль Бельгії у виставі-пантомімі «1914», автор і режисер-постановник кн. С. М. Волконський (прем'єра 6 січня 1915 в Маріїнському театрі). Спектакль був «випускним вечором» Курсів Ритмічної гімнастики, що закрилися з початком Першої світової війни.
У 1917 році Карсавіна вийшла заміж за британського дипломата Генрі Брюса і в 1918 році поїхала разом з ним до Лондона. В еміграції вона, не припиняючи виступати на сцені і гастролювати з Російським балетом Дягілєва, займалася викладацькою діяльністю. Крім того, на початку 1920-х балерина з'явилася в епізодичних ролях в декількох німих кінофільмах виробництва Німеччини і Великої Британії — в тому числі в картині «Шлях до сили та краси» (1925) за участю Лені Ріфеншталь. У 1930—1955 роках обіймала посаду віцепрезидента Королівської академії танцю.
Тамара Карсавіна померла 26 травня 1978 року в Лондоні у віці 93 років.

## Цікаві факти
Карсавіна виведена як одна з головних героїнь розповіді Агати Крісті з серії «Таємничий містер Кін»
У телесеріалі «Імперія під ударом» в ролі Тамари Карсавіної знялася Ілзе Лієпа.
У колекції історичного костюма історика моди Олександра Васильєва знаходиться вечірня сукня Тамари Карсавіної 1925 року, створена в модному будинку Mouna Katorza. Раніше ця сукня перебувала в особистій колекції Сержа Лифаря.